# Лолс
Ллос (Ллот, Лолт, Лолс, Ллотх; англ. Lloth, Lolth) — в ролевой игре Dungeons&Dragons — верховная богиня дроу (тёмных эльфов). Была создана Гэри Гигаксом для мира Greyhawk; впоследствии появилась в мире Forgotten Realms и в настоящее время является частью стандартного пантеона Dungeons&Dragons.

## Внешность
Ллос может принимать множество обличий. Наиболее часто Ллос появляется в образе гигантской «чёрной вдовы». Эта форма может быть превращена в невероятно красивую женщину-дроу. Эти две формы также могут комбинироваться, образуя гигантского паука с головой красивой женщины-дроу. Присутствие Ллос в любой форме страшно. Вместо появления в полной форме, Ллос предпочитает показывать своё присутствие женской ухмылкой, появляющейся на ближайшем пауке. Если её помощь необходима в более определённой форме, она вдохнёт в своего последователя боевые сверхсилы: неоспоримое право первого удара, неломаемое оружие и непробиваемую броню. Такие воины почти всегда окружены мерцающим лилово-чёрным сиянием.
В книгах Р. Сальваторе цикла «Тёмный эльф» и в серии книг «Война паучьей королевы» образ Ллос имеет несколько другой вид: она представляет собой тело гигантского чёрного паука, на месте головы которого расположен торс женщины-дроу.

## Характер
Королева пауков жестока и злобна. Единственная воля в её мире — она сама. Она постоянно интригует, чтобы поддерживать разногласия среди её жриц. Так она может выбрать сильнейшего и хитрейшего из её последователей, чтобы сделать его своим слугой. Дроу, воспитываемые в этой религии, почти совершенно подходят для этого. Инстинктивное недоверие и изощрённый ум дроу ввергает почти всех их противников, кроме самых коварных, в смятение. То, что Ллос — богиня Хаоса, кажется почти заслуженным.
Ллос презирает и ненавидит как меньших богов пантеона дроу, так и верховного бога эльфов Кореллона Ларетиана. В мире Forgotten Realms подробно описана причина этой ненависти. Некогда Ллос носила имя Араушни (англ. Araushnee) и была женой Кореллона, но замыслила свергнуть своего супруга. После продолжавшейся целые тысячелетия войны Араушни, потерпевшая поражение, была превращена в демоницу и изгнана из царства эльфийских богов, а вставшие на её сторону эльфы прокляты. Араушни, отныне именуемая Ллос, увела их в Подземье, ставшее обиталищем дроу.

## Служение богине
Служители Ллос — только женщины. Жрицы Ллос — только её инструмент для обладания реальной властью в обществе дроу. Если жрица любого ранга говорит сделать что-то, лучше не колебаться. Наказание за неповиновение обычно быстро и беспощадно. Жрица чувствует, что она является судьёй, присяжными и палачом общества, лежащего у её ног, и сила, данная ей Ллос — оправдание за любой её поступок. Единственной целью в жизни жрицы является избавление от слабости и освящение силы. Её жрицы занимают верховное положение в обществе дроу и требуют беспрекословного подчинения. Мужчины дроу обязаны пройти испытание. Если они не прошли его, Ллос обращает их в драуков (англ. drider). Они ведут жалкий образ существования и всю жизнь мучаются. Также, вняв мольбам своих самых верных жриц, Ллос может создать из какого-либо мертвеца Зин-Карла, духа-двойника, который служит этим жрицам.
Молитва служителей Ллос сильна после выхода из транса или ухода в него. Они всегда женщины. Ллос требует постоянного внимания от её служителей: послушания в молитве, плюс приношений. Помощь Ллос требует жертв, обычно это кровь преданных дроу или захваченных врагов, проливаемая ритуальным ножом, имеющим форму паука, восемь лапок которого являются лезвиями. Церемонии жертвоприношения поверхностных эльфов проводятся ежемесячно в полнолуния, как неприкрытые вызовы Сельдарину (Seldarine), злейшему сопернику Ллос. Обычно ритуалы проводятся только среди женщин, в священном зале или месте, но требующие сверхъестественной силы или публичного показа могут проводиться открыто и в присутствии мужчин. Самые могущественные ритуалы представляют собой непреодолимую трудность для описания, и их свидетелями редко становятся не-дроу.
Ритуалы Ллос включают в себя сжигание драгоценных масел и ладана, живых подношений и богатств всех видов, особенно драгоценных камней. Они обычно помещаются в шарообразное углубление в чёрном алтаре или в горящую жаровню, в которые врывается чёрно-красное пламя, поглощая подношения. Если божество возмущено или присутствуют самозванцы, пламя может также поглотить другие ценности, типа магических изделий, драгоценностей и одежды. Большие и важные ритуалы обычно используют восемь жаровен, обеспечивая дополнительное пламя и представляя восемь ног Ллос. Ллос позволяет себе входить в контакт самой (типа заклинания связь), только когда ей это нравится. В иных случаях призыв достигает её служителей-йоклол (аморфные демоны, способные принимать форму эльфа или паука). Когда Ллос рассержена, она посылает йохлол или мирлорчара (демон-паук меньшего ранга) убить жрицу. Жрицы Ллос иногда становятся арахнами, бойцами или колдунами.

### Роберт Сальваторе
цикл романов «Сага о Дзирте»
- Трилогия «Тёмный Эльф» (Dark Elf trilogy)
  - «Родина» (Homeland, 1990)
  - «Изгнанник» (Exile, 1990)
- Тетралогия «Наследие Дроу» (Legacy of the Drow tetralogy)
  - «Наследие» (The Legacy, 1992)
  - «Беззвездная Ночь» (Starless Night, 1993)
  - «Осада Тьмы» (Siege of Darkness, 1994)
  - «Путь к рассвету» (Passage to Dawn, 1996)

### Элейн Каннингем
- Трилогия «Лунный свет и тени» (Moonlight and Shadows):
  - «Дочь Дроу» (Daughter of the Drow 1995)
  - «Паутина» (Tangled Webs 1996)
  - «Крылья ворона» (Windwalker 2003)

### «Война Паучьей Королевы»
(War of the Spider Queen).
Межавторская серия под редакцией Р.А. Сальваторе.
- Ричард Ли Байерс — «Отречение» (Dissolution 2002)
- Томас Рейд — «Восстание» (Insurrection 2002)
- Ричард Бейкер — «Осуждение» (Condemnation 2003)
- Лиза Смедман — «Вымирание» (Extinction 2004)
- Филип Этанс — «Истребление» (Annihilation 2004)
- Пол Кемп — «Возрождение» (Resurrection 2005)